# Brown Sugar (album D'Angelo)
| Recensione | Giudizio |
| ---------- | -------- |
| AllMusic   |          |

Brown Sugar è il primo album discografico in studio del cantante statunitense D'Angelo, pubblicato il 3 luglio 1995.

## Il disco
Le registrazioni del disco sono state effettuate nel periodo 1994-1995 presso diversi studi nelle città di New York e Sacramento. La produzione, gli arrangiamenti e la composizione sono stati curati dallo stesso D'Angelo, affiancato nel ruolo di produzione da alcuni produttori tra cui Raphael Saadiq. Quattro brani sono stati estratti dal disco e pubblicati come singoli: Brown Sugar, Cruisin, Lady e Me and Those Dreamin' Eyes of Mine. L'album ha raggiunto la posizione #22 della classifica Billboard 200 ed è stato certificato disco di platino (oltre 1 milione di copie vendute) dalla RIAA circa un anno dopo la pubblicazione.

## Tracce
1. Brown Sugar – 4:22
2. Alright – 5:13
3. Jonz in My Bonz – 5:56
4. Me and Those Dreamin' Eyes of Mine – 4:46
5. Sh*t, Damn, Motherf*cker – 5:14
6. Smooth – 4:19
7. Cruisin' – 6:24 (Smokey Robinson)
8. When We Get By – 5:44
9. Lady – 5:46
10. Higher – 5:28